# Antonio Gozzi
Antonio Gozzi (Chiavari, 15 aprile 1954) è un imprenditore e dirigente sportivo italiano, presidente del gruppo Duferco, della Virtus Entella e di Federacciai.

## Biografia
All’età di sedici anni entrò a far parte della Federazione Giovanile Socialista; apparteneva alla corrente “di sinistra” di Riccardo Lombardi. Si è laureato in Economia e Commercio presso l’Università di Genova.
Negli anni 70 ha ricoperto per tre anni la carica di vicesindaco di Chiavari grazie a un accordo stipulato con l’allora sindaco della DC, l’ammiraglio Luigi Gatti. Come assessore all’Urbanistica venne coinvolto con gli altri componenti della giunta nell’inchiesta “lampioni d’oro” che causò le dimissioni di Mazarino De Petro, sindaco tra il 1985 e il 1989, per una vicenda di appalti pubblici. L’inchiesta si chiuse poi per tutti con un “non luogo a procedere per intervenuta amnistia”, ma Gozzi rifiutò l’amnistia e venne assolto. Lasciò l’impegno politico alla fine del 1993, quando era segretario regionale del PSI di Bettino Craxi, frattanto travolto dall’esplosione di Tangentopoli.
Seguirà la carriera in Duferco, gruppo fondato dallo zio materno Bruno Bolfo, del quale diventerà presidente e amministratore delegato nel 1995 dopo essere entrato senza incarichi operativi nel board dell’azienda nel 1994. Si tratta di una holding internazionale - con l’headquarter in Lussemburgo e sedi a Lugano, Brescia e La Louvière in Belgio oltreché a Genova - che ha operato a lungo prevalentemente nel settore siderurgico con fabbriche e uffici in più di 50 paesi ma che nel corso degli anni ha sviluppato business diversificati in diversi settori (come l’energia, la logistica, il trasporto e l’ambiente). L’anno fiscale 2023 chiude per il Gruppo Duferco con un fatturato consolidato di 27.6bio USD, 2700 dipendenti distribuiti in oltre 25 Paesi nel mondo.
Nel 2014 il 51% di DITH – società appartenente al Gruppo Duferco che si occupava del trading di acciaio e materie prime legate al mondo dell’acciaio - è stato ceduto alla cinese Hebei Iron and Steel Group Co Ltd per 400 milioni di dollari; l'anno prima i cinesi avevano già rilevato il 10% di Duferco per circa 78 milioni di dollari. Il gruppo Duferco ha via via ceduto quote di DITH a Hebei Iron and Steel Group. L’uscita totale dalla società è prevista a luglio 2024.
Il 17 marzo 2015 Gozzi è stato arrestato, insieme al manager di Duferco Massimo Croci, in Belgio con l'accusa di essere il mandante di episodi di corruzione contestati all'ex ministro dell'Economia della Vallonia e sindaco di Waterloo Serge Kubla, dal 2009 consulente della compagnia, che era stato arrestato a febbraio. Kubla era anche presidente della Società di sfruttamento dei giochi (Sej) di cui l'azionista di maggioranza era la Succesfull Expectations Belgium, filiale della lussemburghese Succesfull Expectations SA, di cui Gozzi e Croci erano azionisti. Le tangenti sarebbero andate all'ex premier congolese Adolphe Muzito per facilitare la diversificazione del business del gruppo in Congo e per avvantaggiare la candidatura del gruppo nell’acquisto del sito metallurgico di Maluku; nel dettaglio un milione di euro sarebbe servito per convincere ufficiali ed esponenti del governo congolese a concedere le licenze per il gioco d'azzardo. L'inchiesta è partita dalla misteriosa sparizione risalente al 2014 del commercialista belga Stephan De Witte, il quale lavorava per conto della Duferco in Congo. Gozzi e Croci sono poi stati rimessi in libertà il giorno seguente, mentre il relativo processo si è protratto per diversi anni. Le udienze di fronte al Tribunale di prima istanza di Bruxelles si sono tenute nel corso del mese di dicembre 2022. Nel febbraio 2023, dopo nove anni dall’inizio dell’indagine e quattordici dai fatti contestati, il Tribunale di primo grado ha emesso sentenza di piena soddisfazione per le ragioni del Prof. Gozzi e del Dott. Croci, che hanno visto accolte le loro tesi difensive. Il Tribunale ha esaminato nel merito le vicende, ha assolto il Prof. Gozzi e il Dott. Croci con formula piena e motivazioni assimilabili a quelle adottate nel diritto italiano nei casi di insussistenza del fatto e/o mancanza di illiceità dello stesso. In conseguenza di tali decisioni assolutorie, il Tribunale ha poi considerato estinta l’azione del pubblico ministero per il decorrere del tempo rispetto ad altri capi di imputazione, senza scendere nell’esame del merito degli stessi. Sono inoltre scaduti i termini per presentare appello avverso la sentenza, dunque la stessa può dirsi essere passata in giudicato.
Dal 2012 al 2018 è stato presidente di Federacciai  per poi diventarne vicepresidente. Tornerà a ricoprire questo incarico nel giugno del 2022. Nel frattempo è diventato anche  presidente di Duferdofin Nucor, il più importante produttore italiano di travi di acciaio per costruzioni, e di Interconnector Energy Italia. A inizio 2023 tramite Duferco con il 42% è diventato azionista di maggioranza di Ital Brokers, broker di assicurazione genovese di cui già deteneva il 6%.

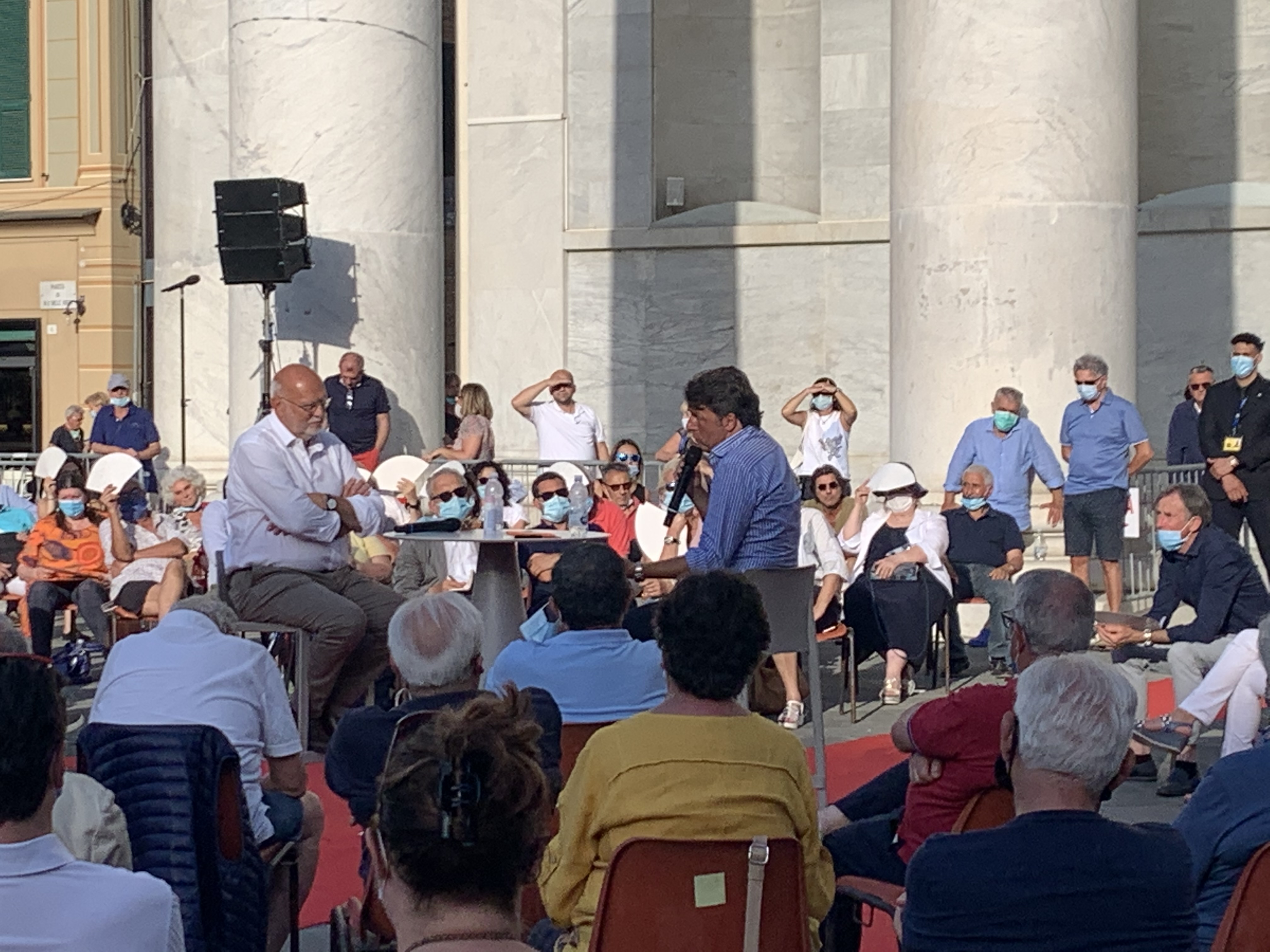
Gozzi mentre intervista Matteo Renzi per Piazza Levante nel 2020

Nel 2007 ha acquistato la Virtus Entella, squadra di calcio della sua città, che sotto la sua gestione ha ottenuto i migliori risultati della propria storia: rilevata quando era in Eccellenza, in sette anni ha raggiunto la Serie B sfiorando la qualificazione ai play-off nella stagione 2015-2016. Nel febbraio del 2014 Gozzi entra nel CdA della Pro Recco del nuovo presidente Maurizio Felugo. Il 23 novembre 2017 è diventato poi vicepresidente della Lega Nazionale Professionisti B del calcio italiano, mantenendo l'incarico per un anno. La squadra di Gozzi otterrà altre due promozioni in Serie B, nel 2019 e nel 2025 oltre alla vittoria della Supercoppa Serie C 2025.
A Chiavari Gozzi ha contribuito a lanciare anche Wyscout, una startup creata da giovani chiavaresi e divenuta in pochi anni il più grande data-base mondiale di dati e di video sul calcio e sui calciatori, Wylab, il primo incubatore di startup attive nel settore dello sport in Italia diretto da sua figlia Vittoria, e il giornale online Piazza Levante.
Inoltre è stato professore universitario a contratto, insegnando Economia marittima dei trasporti all’università di Genova ed Economia e gestione delle imprese a Padova.
Nel 2024, dopo che in precedenza era stata stoppata sul nascere la sua candidatura al vertice di Confindustria, diventa, sotto la presidenza di Emanuele Orsini, special advisor con deleghe a autonomia strategica europea, Piano Mattei e competitività. Nello stesso periodo l’ottantatreenne Bruno Bolfo lascia il proprio 50% della Duferco al nipote Antonio Gozzi e ai suoi figli. Nel giugno dello stesso anno viene confermato alla presidenza di Federacciai per il biennio 2024-2026. Nello stesso anno declina l’invito a candidarsi alla guida della Regione Liguria dopo le dimissioni di Giovanni Toti elogiando, in un editoriale, il lavoro fatto da Marco Bucci come sindaco di Genova. Nel mese di ottobre inaugura a Chiavari un asilo gestito dall'Entella.

### Vita privata
Sposato con Sabina Croce, conosciuta sui banchi del liceo, ha due figli, Vittoria e Augusto. La prima si occupa di Wylab e della parte energetica di Duferco mentre il secondo di quella industriale oltre a seguire l'Entella.